# 潘国定
潘国定（1915年5月28日—1999年），男，祖籍广东新会，生于香港，中国飞行专家，两航起义参与者，1956年5月成功从北京经重庆、成都、玉树试航拉萨，曾任中国民用航空局航行司顾问，第五、六、七、八、九届全国政协委员。